# NGC 772
NGC 772は、おひつじ座の方角に約1億3000万光年離れた位置にある非棒状渦巻銀河である。

## 特徴
NGC 772の直径は約20万光年以上で、銀河系の2倍以上大きく、矮小楕円銀河NGC 770を含むいくつかの伴銀河に囲まれている。恐らくその潮汐作用のため渦状腕の1本が非常に引き伸ばされており、ホルトン・アープの編纂したアープ・アトラスにArp78として収録され、「小さな高表面輝度の伴銀河を持つ渦巻銀河」と説明されている。
NGC 772の中で、2つの超新星（SN 2003 hlとSN 2003 iq）が発見されている。
恐らくHII領域を持つが、過渡期にある。